# Gonomyia quadrifilaris
Gonomyia quadrifilaris är en tvåvingeart som beskrevs av Alexander 1960. Gonomyia quadrifilaris ingår i släktet Gonomyia och familjen småharkrankar.
Artens utbredningsområde är Madagaskar. Inga underarter finns listade i Catalogue of Life.